# Адзукі
Квасоля кутаста (Vigna angularis; (яп. 小豆, адзукі) — однорічна рослина, поширена по всій Південно-Східній Азії та в Гімалаях. Також — квасоля дрібна червона (адзукі), квасоля промениста.
Має дрібні боби розміром близько 5 мм. Найбільш відомий червоний вид, проте боби бувають чорними, білими, сірими і різноманітних яскравих відтінків. Незграбна квасоля була окультурнена в Гімалаях. На Корейському півострові і півночі Китаю адзукі вирощували вже в 1000 році до н. е. Пізніше квасоля потрапила в Японію, де сьогодні є другим за популярністю бобовою культурою після сої.

## Назви
Назва «адзукі» — це транслітерація японської назви квасолі. Слово адзукі (яп. アズキ) може записуватись як каною, так і китайськими ієрогліфами 小豆 «малий біб», по аналогії з соєю (яп. 大豆 дайдзу, «великий біб»). Слово 小豆 є атеджі.
В Китаї адзукі називається кит. 小豆, пін. xiǎodòu, кит. 紅豆, пін. hóngdòu і кит. 赤豆, пін. chìdòu. Два останніх слова означають «червоний біб»: майже всі вирощувані види в Китаї мають червоний колір.
Корейська назва адзукі — пхат (кор. 팥), в'єтнамська — в'єт. đậu đỏ, досл. «червоний біб». В маратхі ця квасоля відома як лал чавалі (लाल चवळी) — «червоний біб». В Гуджараті адзукі називають чорі.

## Використання

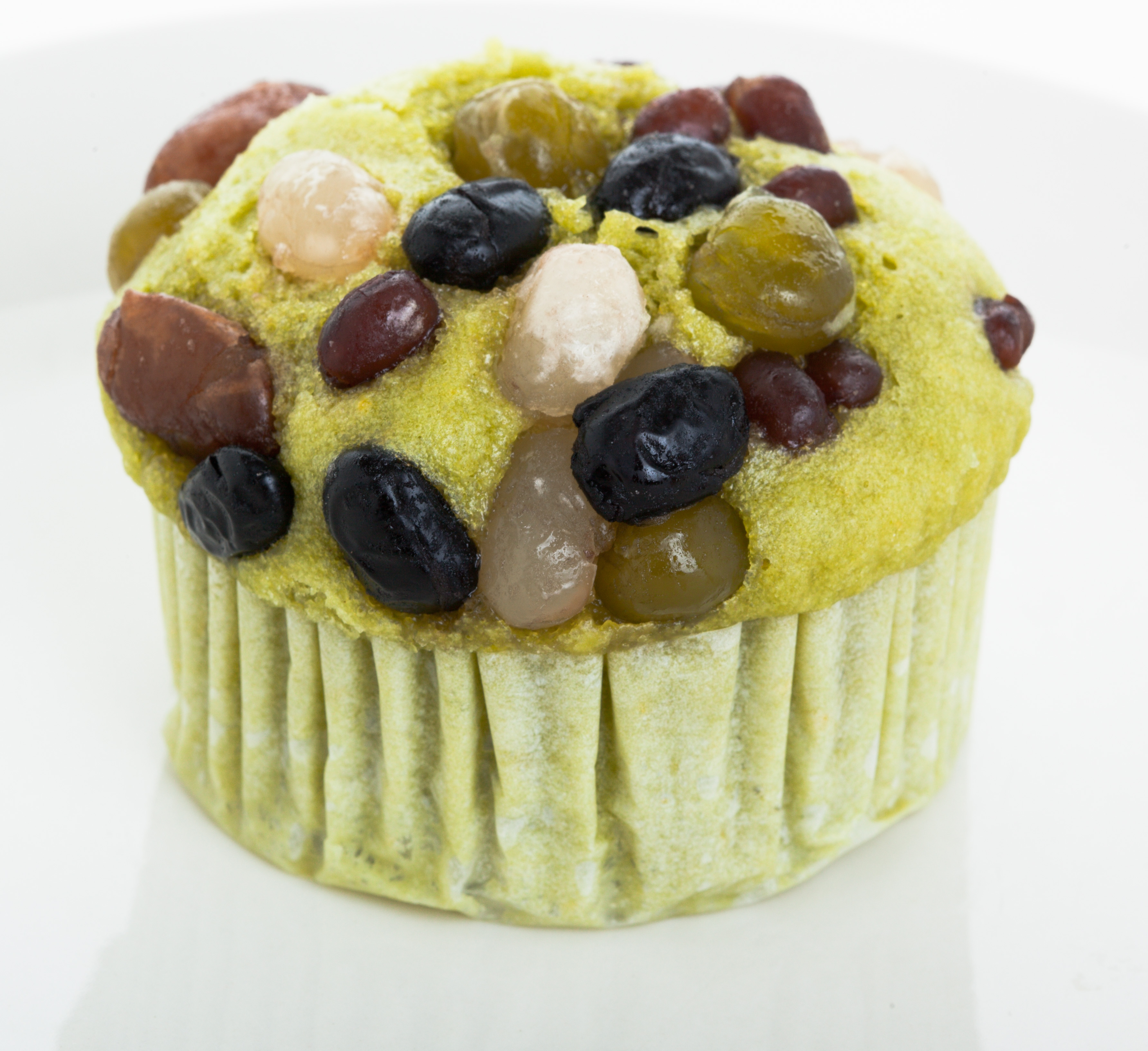
Кекс з маття і солодкими бобами адзукі

В кухні Азії адзукі часто їдять на десерт. Зокрема її виварюють з цукром, отримуючи анко (яп. 餡子), пасту, популярну у всіх азійських країнах. Анко готують і з добавками, наприклад, каштаном, юебін, баоцзі і хундоубін
В японській кухні анко — типова начинка для солодощів: ан-пан, дораякі, імагаваякі, мандзю, монака, амміцу, тайякі і дайфуку готуються з анко. Суп з виварених з цукром і дрібкою солі до густого сиропу адзукі називається сіруко. Адзукі їдять пророщеною. Популярний напій з вареними адзукі. Рис з анко називається секіхан (яп. 赤飯) і готується на свята. З адзукі готують аманатто, популярну добавку до морозива.
20 жовтня 2009 Pepsi випустила японський ринок напій з адзукі.
Адзукі з маслом і цукром — популярна страва сомалійської кухні камбууло.

## Харчова цінність
В бобах містяться корисні харчові волокна, 200 мл варених бобів — це від 9 до 13 грам волокон. В бобах також багато білка, складних вуглеводів і заліза..

## Галерея

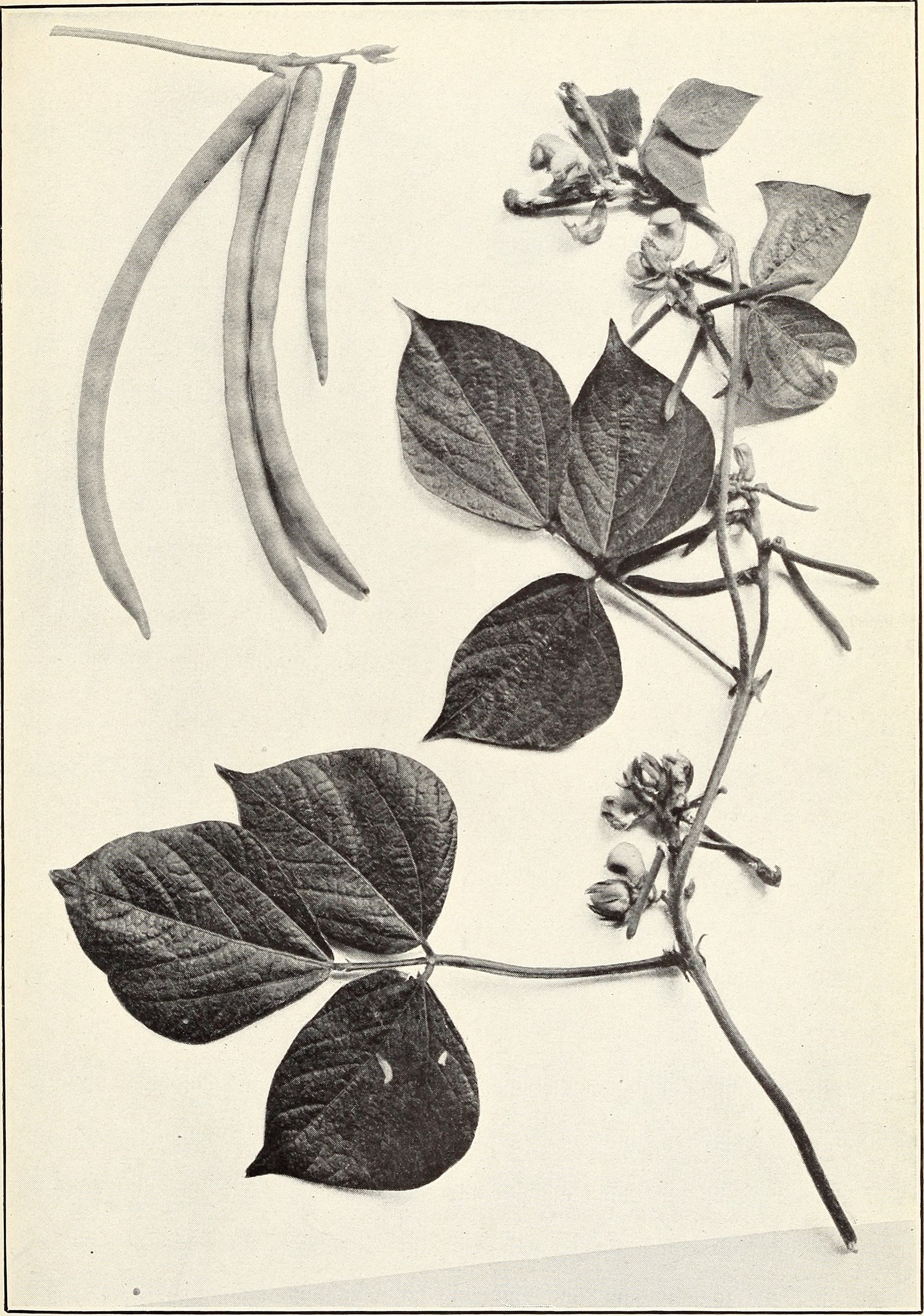
Stängel mit wechselständigen Laubblättern sowie Blütenständen und Hülsenfrüchte
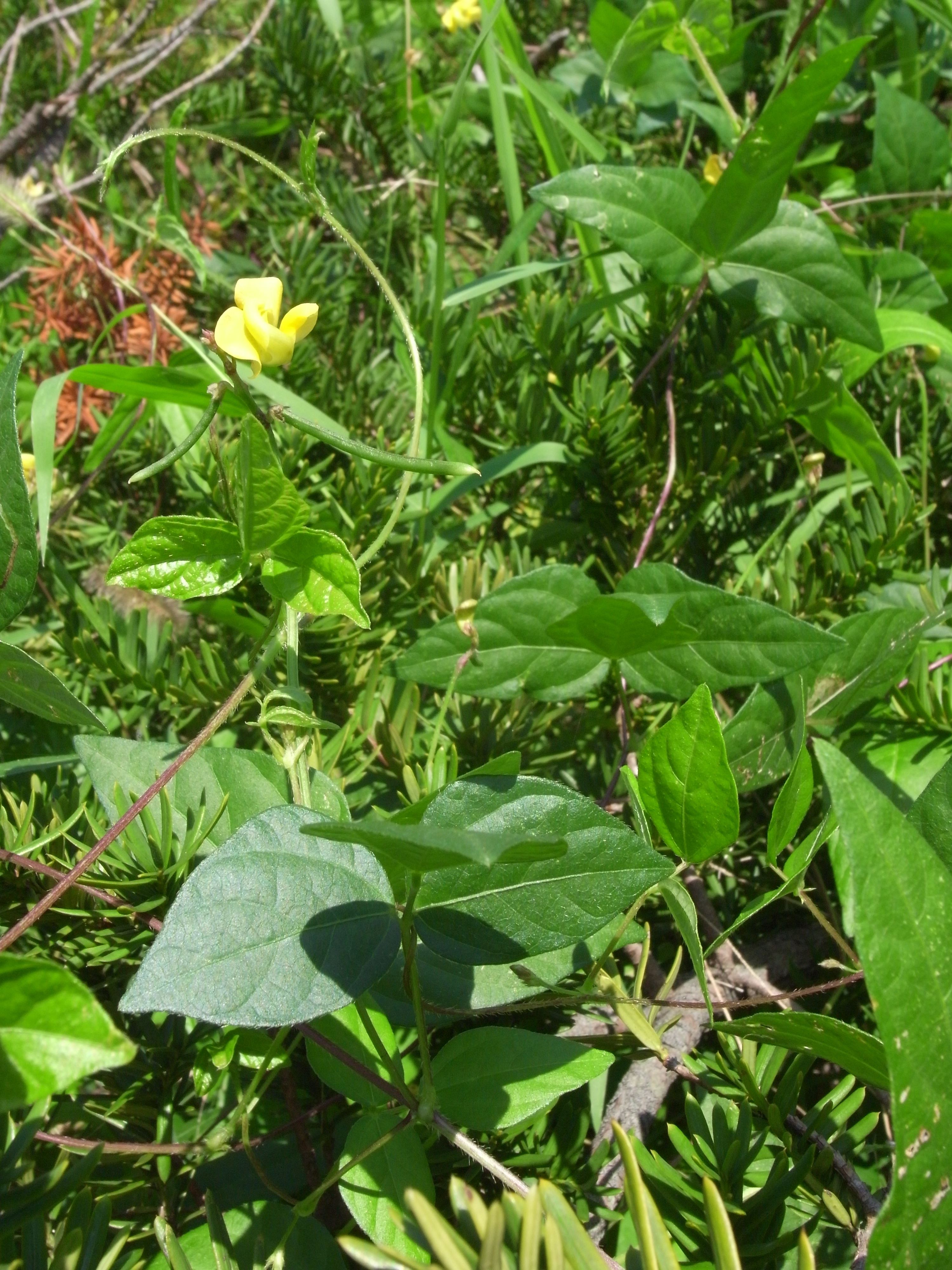
Habitus, Laubblätter und Blütenstand von Vigna angularis var. nipponensis im Habitat in Korea
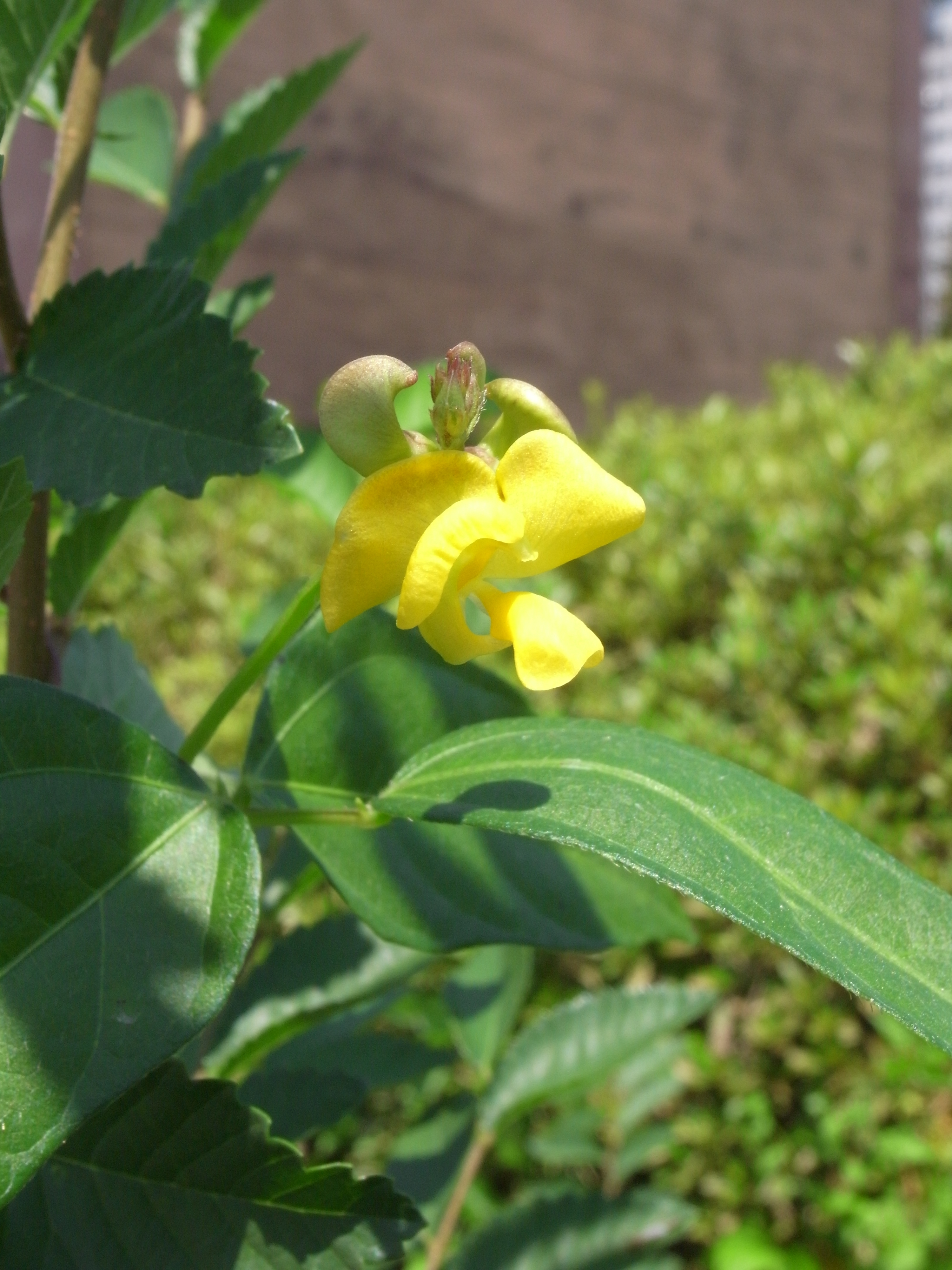
Blütenstand mit Blüte im Detail von Vigna angularis var. nipponensis
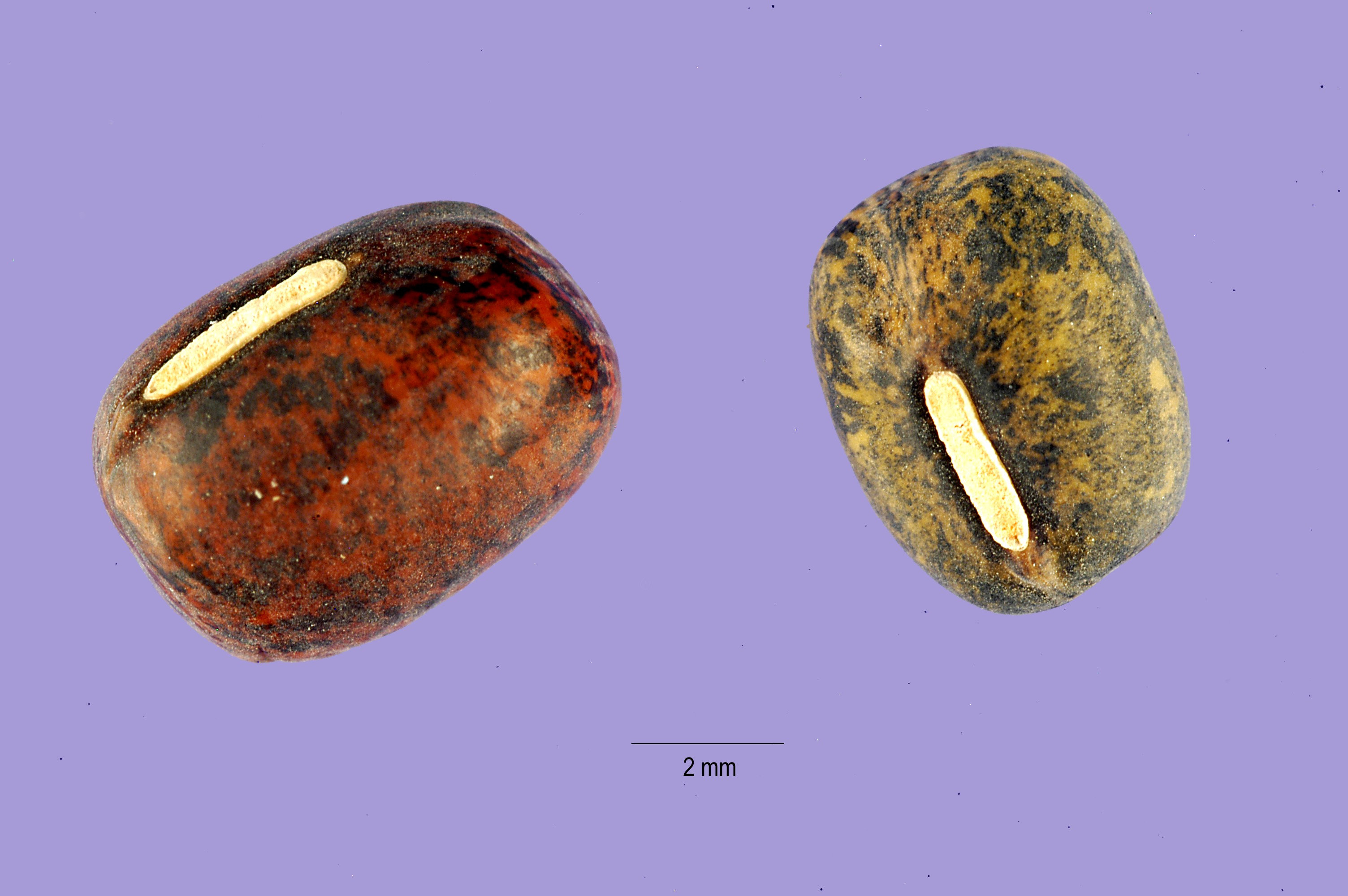

- Samen (= als Nahrungsmittel Bohne genannt) mit Hilum
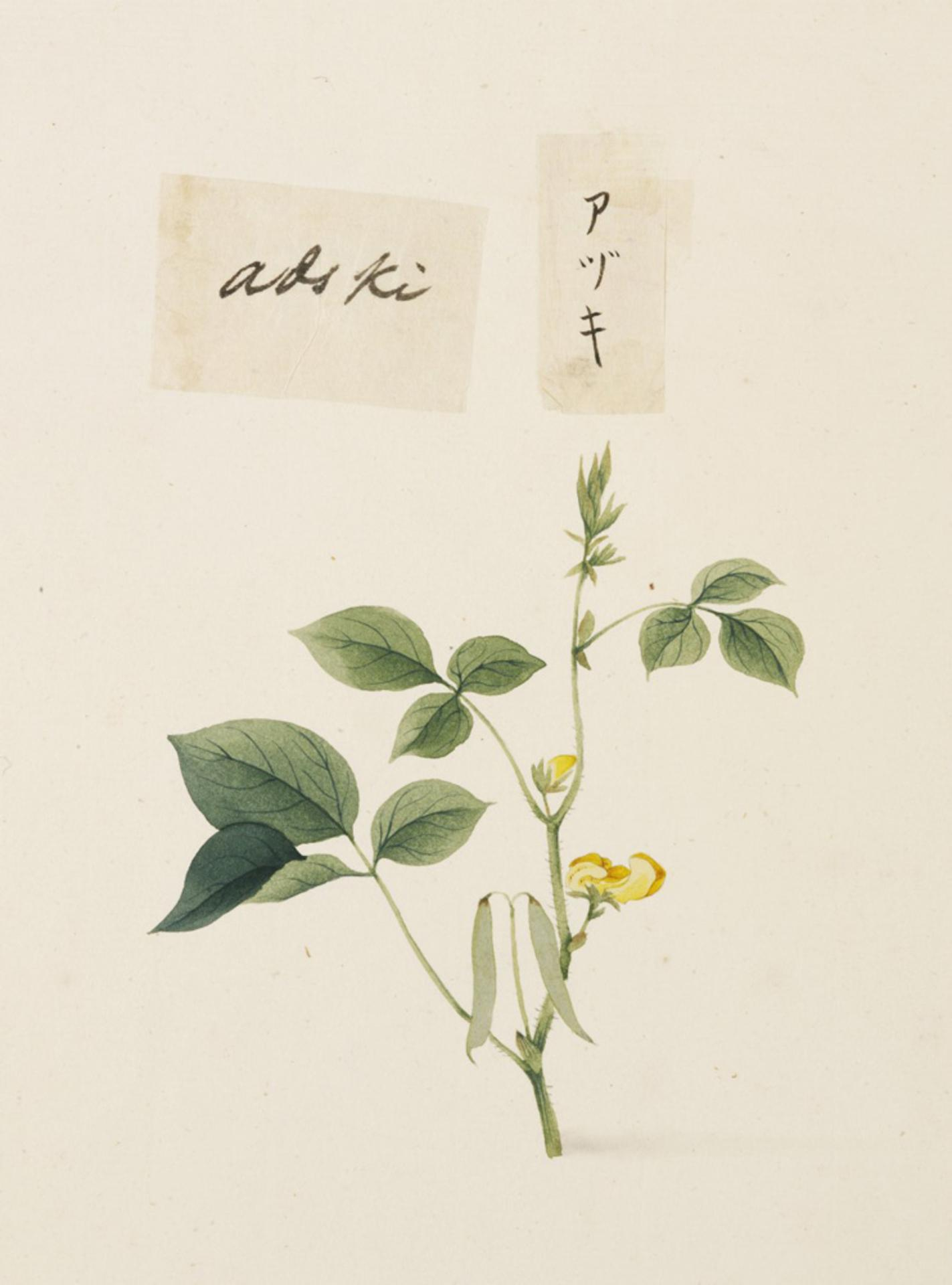
Illustration
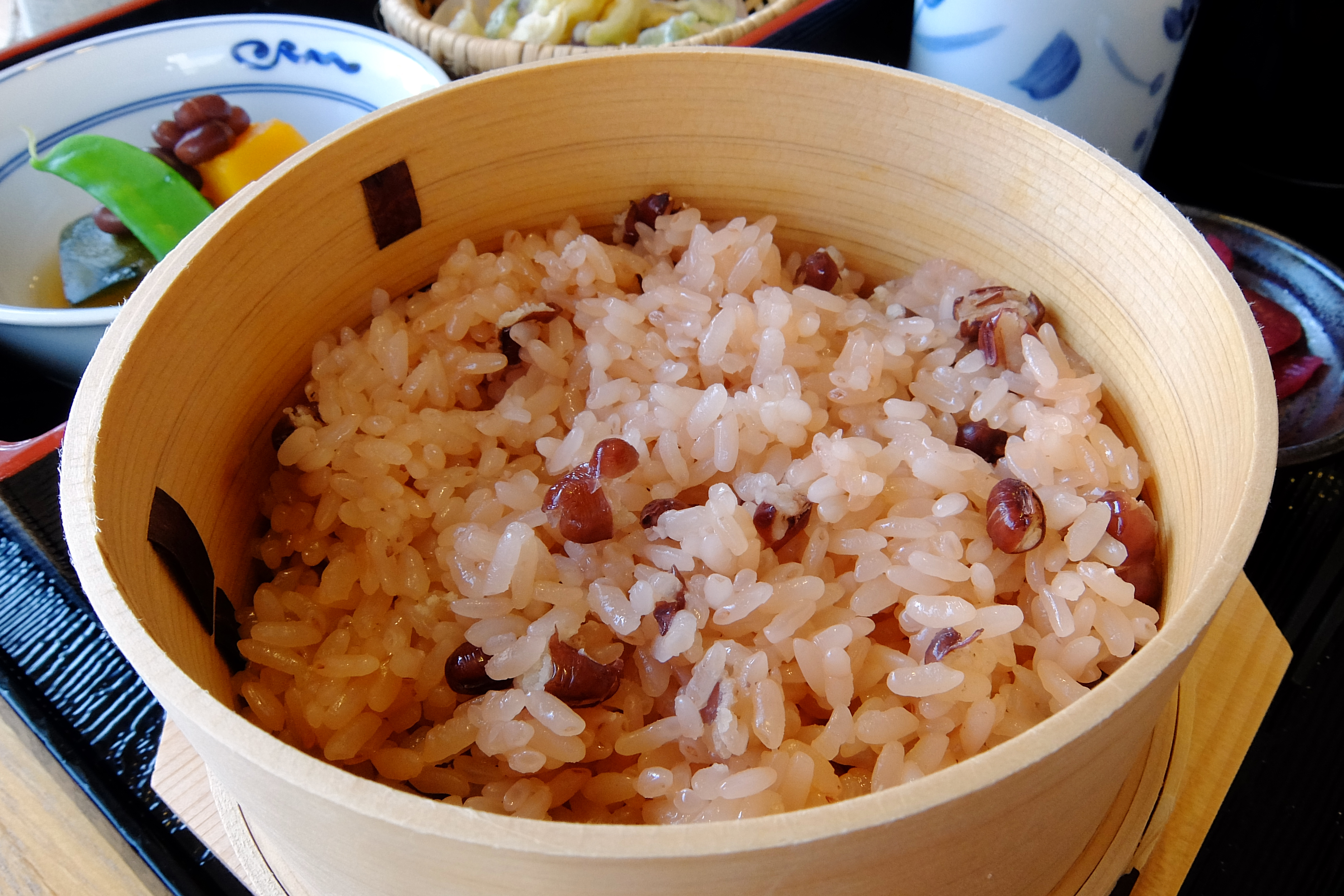
Sekihan: Reis mit Adzukibohnen
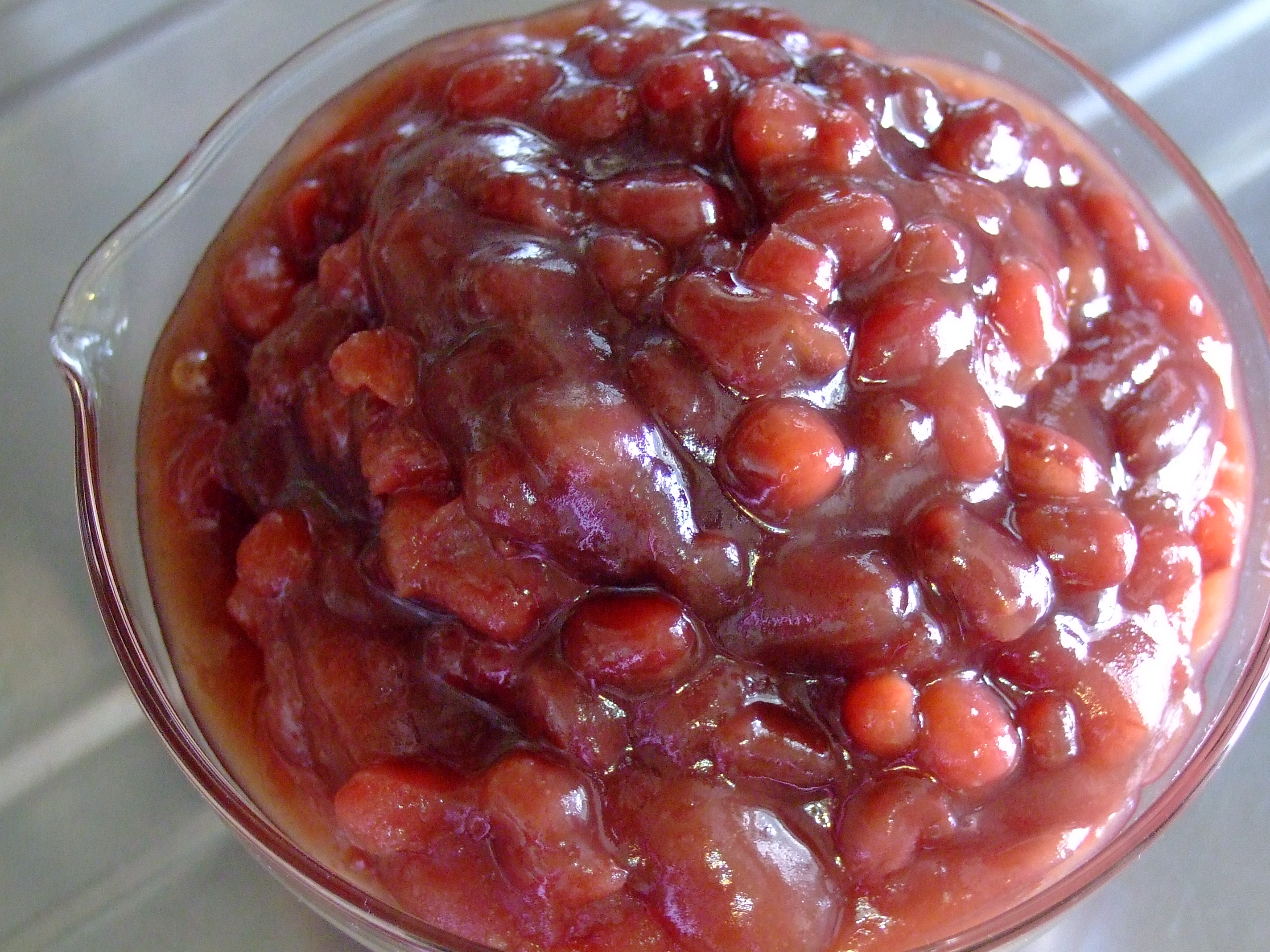
Rote Bohnenpaste
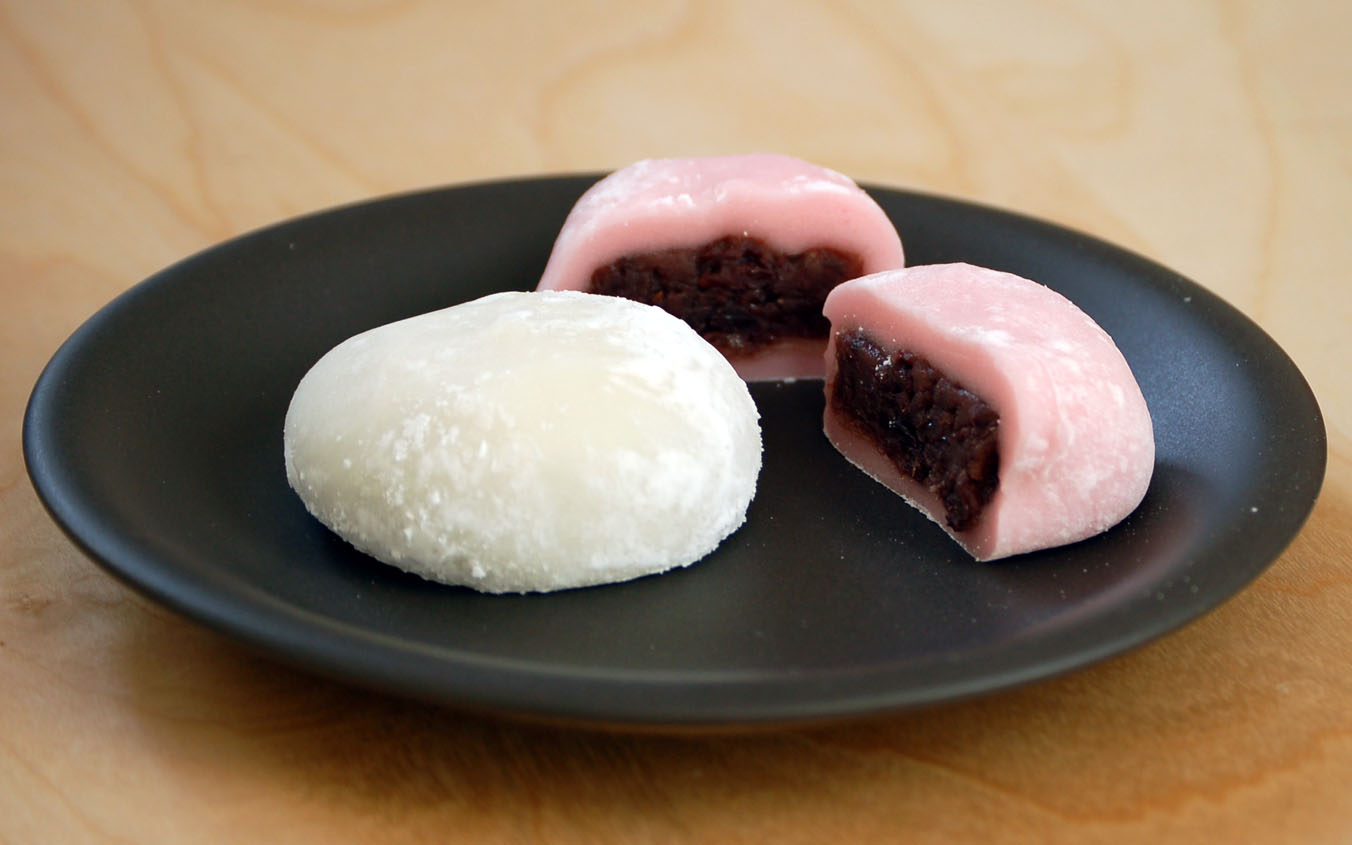
Daifuku sind mit Roter Bohnenpaste gefüllt
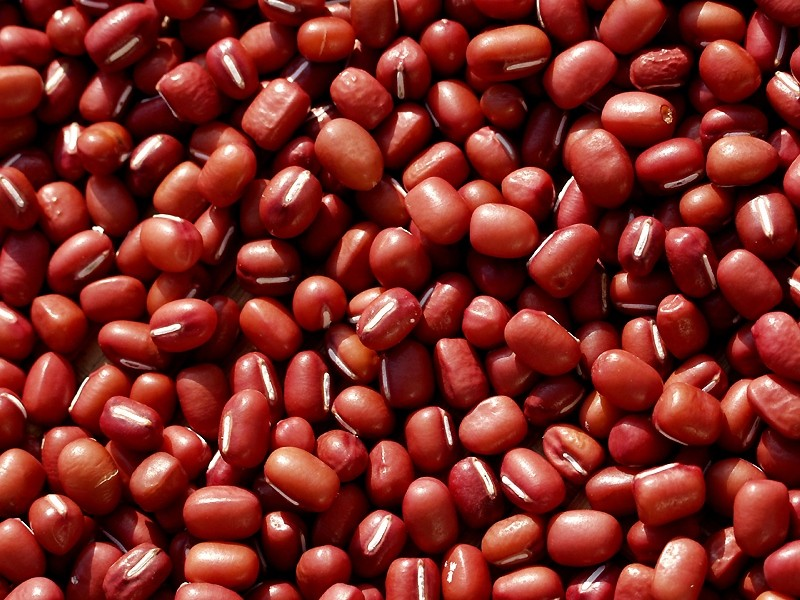
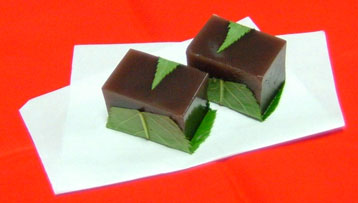
Yōkan (羊羹) is a thick Japanese jellied dessert made of adzuki bean paste, agar, and sugar
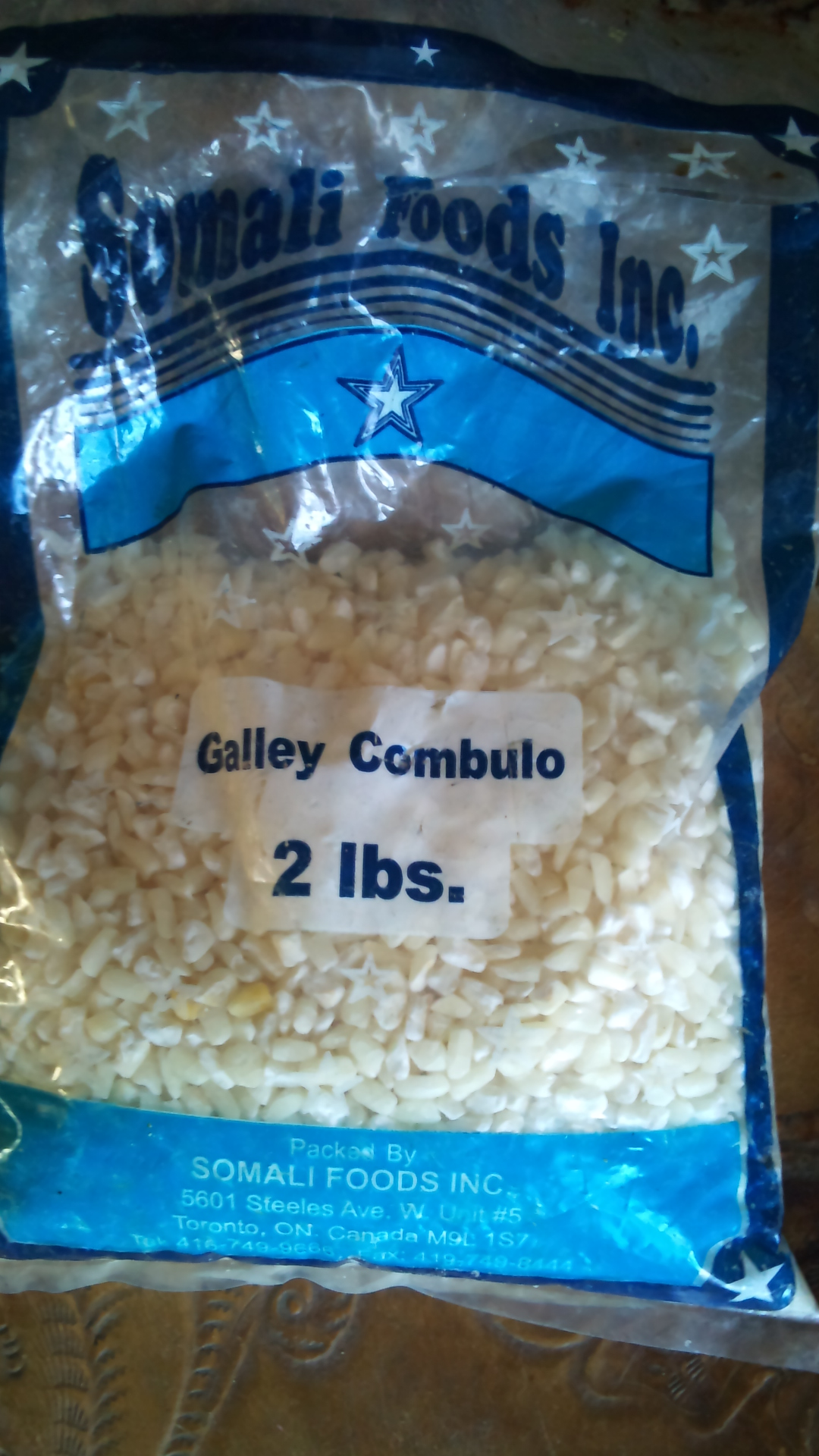
Bag of traditional Somali cambuulo (adzuki beans), a staple of Somalian cuisine
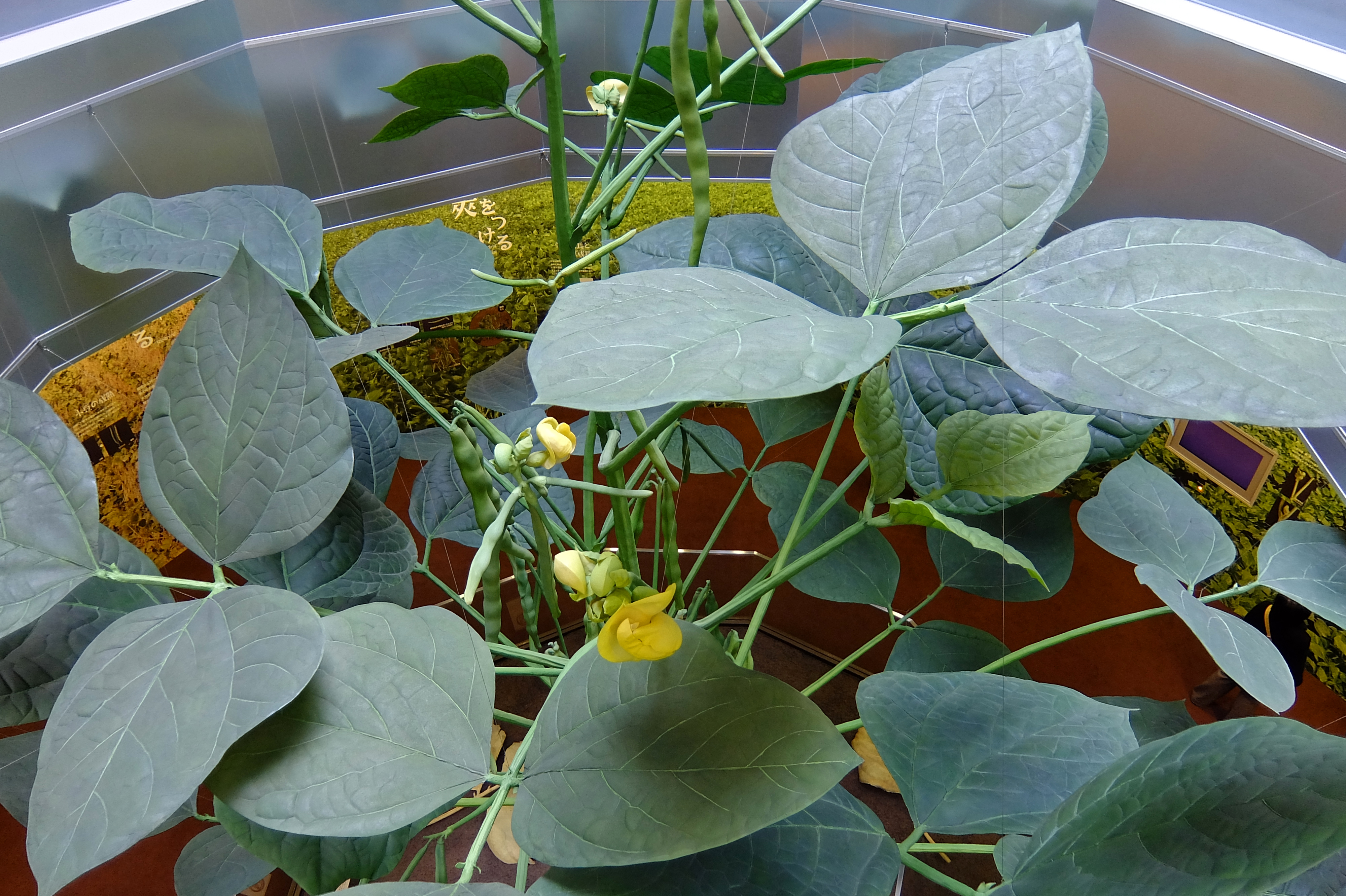